# Liste der Nummer-eins-Hits in Spanien (1974)
Diese Liste enthält alle Nummer-eins-Hits in Spanien im Jahr 1974. Es gab in jenem Jahr 16 Nummer-eins-Singles.

| | Liste der Nummer-eins-Hits in Spanien | Liste der Nummer-eins-Hits in Spanien                             | Liste der Nummer-eins-Hits in Spanien                         | 1975 →                    |
| \| Zeitraum \| Wo. ges. \| Interpret \| Titel Autor(en) \| Zusätzliche Informationen \| \| (Zeitraum, Wochen auf Platz eins, Interpret, Titel, Autor[en], zusätzliche Informationen) \| \| \| \| \| \| ----------------------------------------------------------------------------------------- \| -------- \| ----------------------------------------------------------------- \| ------------------------------------------------------------- \| ------------------------- \| \| 26. November 1973 – 3. Februar 1974 10 Wochen (insgesamt 3) \| 3 \| Camilo Sesto \| Algo Más \| – \| \| 4. Februar 1974 – 10. Februar 1974 1 Woche (insgesamt 2) \| 2 \| Demis Roussos \| Goodbye My Love, Goodbye \| – \| \| 11. Februar 1974 – 24. Februar 1974 2 Wochen \| 2 \| Suzi Quatro \| 48 Crash Mike Chapman, Nicky Chinn, Suzi Quatro, Len Tuckey \| – \| \| 25. Februar 1974 – 17. März 1974 3 Wochen \| 3 \| Juan Bau \| La Estrella de David \| – \| \| 18. März 1974 – 4. Mai 1974 6 Wochen (insgesamt 9) \| 9 \| Roberto Carlos \| La Distancia \| – \| \| 3. Mai 1974 – 26. Mai 1974 4 Wochen \| 4 \| Demis Roussos \| Someday, Somewhere \| – \| \| 27. Mai 1974 – 16. Juni 1974 3 Wochen (insgesamt 9) \| 9 \| Roberto Carlos \| La Distancia \| – \| \| 17. Juni 1974 – 15. Juli 1974 4 Wochen \| 4 \| Camilo Sesto \| Ayudadme \| – \| \| 16. Juli 1974 – 25. August 1974 6 Wochen \| 6 \| Love Unlimited Orchestra \| Love’s Theme Barry White \| – \| \| 26. August 1974 – 8. September 1974 2 Wochen \| 2 \| Los Diablos \| Acalorado \| – \| \| 9. September 1974 – 29. September 1974 3 Wochen \| 3 \| Mocedades \| Tómame o Déjame \| – \| \| 30. September 1974 – 20. Oktober 1974 3 Wochen \| 3 \| MFSB (Mother, Father, Sister And Brother) feat. The Three Degrees \| TSOP (The Sound Of Philadelphia) Kenneth Gamble and Leon Huff \| – \| \| 21. Oktober 1974 – 27. Oktober 1974 1 Woche \| 1 \| Paul Anka \| Let Me Get To Know You \| – \| \| 28. Oktober 1974 – 15. Dezember 1974 7 Wochen \| 7 \| George McCrae \| Rock Your Baby \| – \| \| 16. Dezember 1974 – 22. Dezember 1974 1 Woche \| 1 \| Camilo Sesto \| ¿Quieres Ser Mi Amante? \| – \| \| 23. Dezember 1974 – 27. April 1975 18 Wochen \| 18 \| Manolo Otero \| Todo El Tiempo Del Mundo \| – \| |                                       |                                                                   |                                                               |                           |
| |                                       |                                                                   |                                                               | → 1975 →                  |
| Zeitraum | Wo. ges.                              | Interpret                                                         | Titel Autor(en)                                               | Zusätzliche Informationen |
| (Zeitraum, Wochen auf Platz eins, Interpret, Titel, Autor[en], zusätzliche Informationen) |                                       |                                                                   |                                                               |                           |
| 26. November 1973 – 3. Februar 1974 10 Wochen (insgesamt 3) | 3                                     | Camilo Sesto                                                      | Algo Más                                                      | –                         |
| 4. Februar 1974 – 10. Februar 1974 1 Woche (insgesamt 2) | 2                                     | Demis Roussos                                                     | Goodbye My Love, Goodbye                                      | –                         |
| 11. Februar 1974 – 24. Februar 1974 2 Wochen | 2                                     | Suzi Quatro                                                       | 48 Crash Mike Chapman, Nicky Chinn, Suzi Quatro, Len Tuckey   | –                         |
| 25. Februar 1974 – 17. März 1974 3 Wochen | 3                                     | Juan Bau                                                          | La Estrella de David                                          | –                         |
| 18. März 1974 – 4. Mai 1974 6 Wochen (insgesamt 9) | 9                                     | Roberto Carlos                                                    | La Distancia                                                  | –                         |
| 3. Mai 1974 – 26. Mai 1974 4 Wochen | 4                                     | Demis Roussos                                                     | Someday, Somewhere                                            | –                         |
| 27. Mai 1974 – 16. Juni 1974 3 Wochen (insgesamt 9) | 9                                     | Roberto Carlos                                                    | La Distancia                                                  | –                         |
| 17. Juni 1974 – 15. Juli 1974 4 Wochen | 4                                     | Camilo Sesto                                                      | Ayudadme                                                      | –                         |
| 16. Juli 1974 – 25. August 1974 6 Wochen | 6                                     | Love Unlimited Orchestra                                          | Love’s Theme Barry White                                      | –                         |
| 26. August 1974 – 8. September 1974 2 Wochen | 2                                     | Los Diablos                                                       | Acalorado                                                     | –                         |
| 9. September 1974 – 29. September 1974 3 Wochen | 3                                     | Mocedades                                                         | Tómame o Déjame                                               | –                         |
| 30. September 1974 – 20. Oktober 1974 3 Wochen | 3                                     | MFSB (Mother, Father, Sister And Brother) feat. The Three Degrees | TSOP (The Sound Of Philadelphia) Kenneth Gamble and Leon Huff | –                         |
| 21. Oktober 1974 – 27. Oktober 1974 1 Woche | 1                                     | Paul Anka                                                         | Let Me Get To Know You                                        | –                         |
| 28. Oktober 1974 – 15. Dezember 1974 7 Wochen | 7                                     | George McCrae                                                     | Rock Your Baby                                                | –                         |
| 16. Dezember 1974 – 22. Dezember 1974 1 Woche | 1                                     | Camilo Sesto                                                      | ¿Quieres Ser Mi Amante?                                       | –                         |
| 23. Dezember 1974 – 27. April 1975 18 Wochen | 18                                    | Manolo Otero                                                      | Todo El Tiempo Del Mundo                                      | –                         |

Siehe auch: Nummer-eins-Hits 1974 in  Australien, Belgien, Deutschland, Finnland, Frankreich, Irland, Italien, Japan, Kanada, Neuseeland, den Niederlanden, Norwegen, Österreich, der Schweiz, den Vereinigten Staaten und im Vereinigten Königreich.